# キューズモール
キューズモール（英語: Q's MALL）は、東急不動産が近畿圏で運営する「モール型ショッピングセンター」のブランド名である。

## 概要
「東急プラザ」などのショッピングセンターを手がける東急不動産が展開するブランドの1つである。2011年（平成23年）に「あべのマーケットパーク Q's MALL」がオープンしたことにはじまる。ファッションや飲食店、映画館、スポーツクラブなど幅広い業種をテナントとしている。
2012年（平成24年）2月1日に兵庫県尼崎市の商業施設「COCOE あまがさき緑遊新都心」を東急不動産が取得し、2013年10月9日には施設名を「あまがさきキューズモール」に改名した。同日には大阪府箕面市にあるショッピングモール「箕面マーケットパーク ヴィソラ」が「みのおキューズモール」に改名され、「あべのキューズモール」と共に「地域名＋キューズモール」にSC名を統一した。
2015年（平成27年）4月27日、大阪府大阪市中央区森ノ宮中央の旧日本生命球場跡地に4店舗目となる「もりのみやキューズモールBASE」がオープンした。
東急グループのショッピングセンターだが、2025年1月現在は首都圏には店舗を持たず近畿地方でのみ展開している。

## 店舗一覧

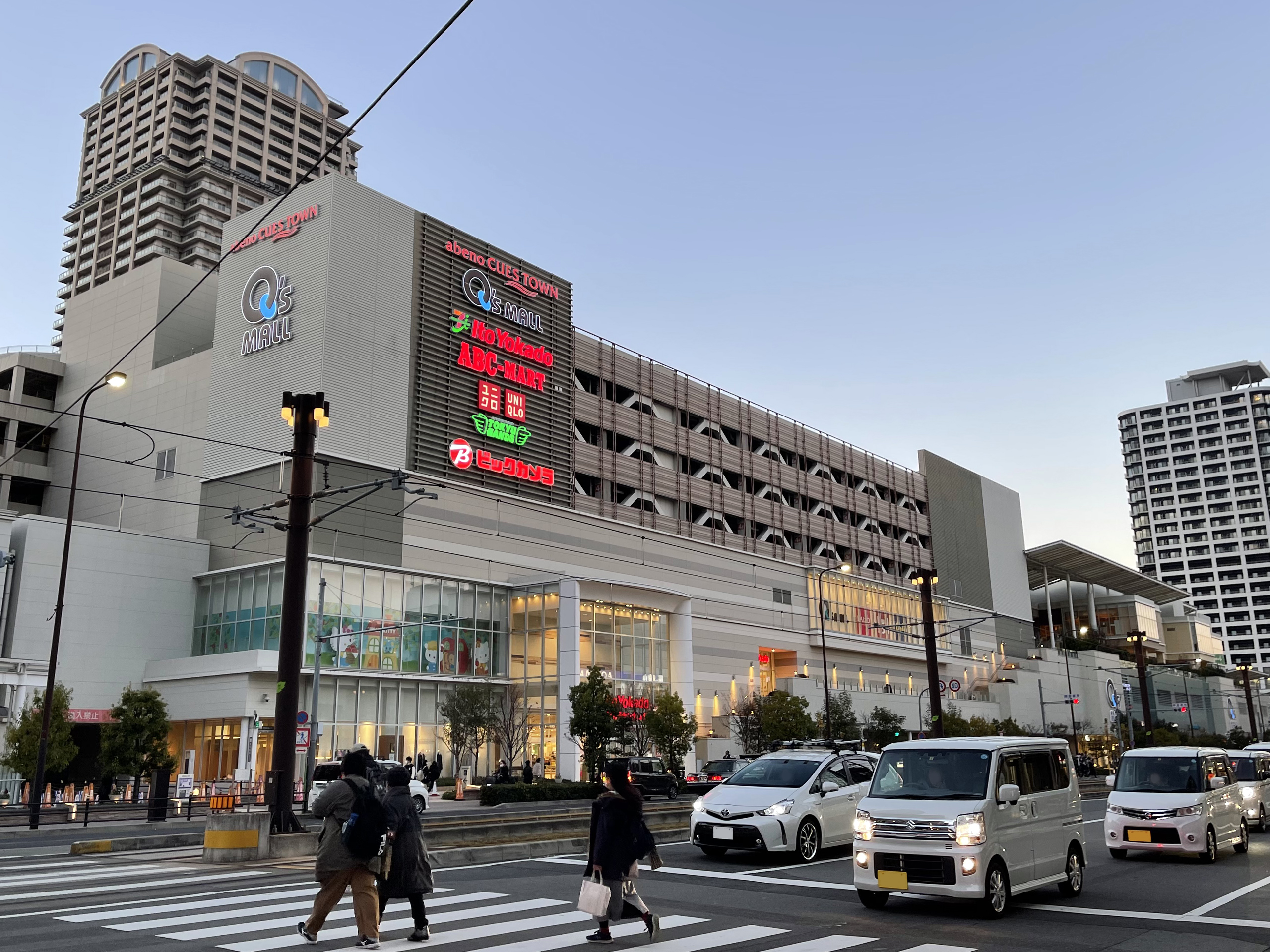
あべのキューズモール
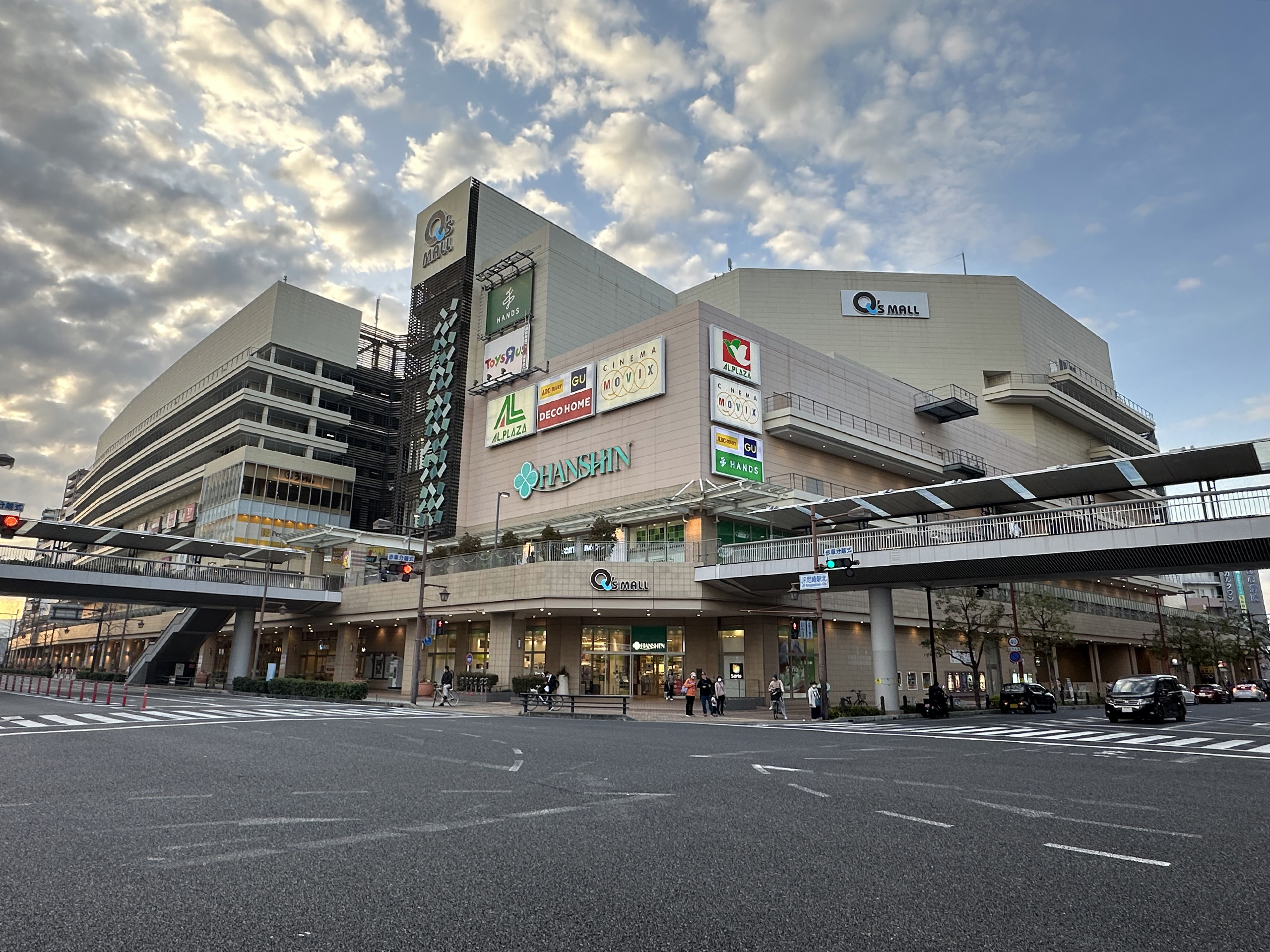
あまがさきキューズモール
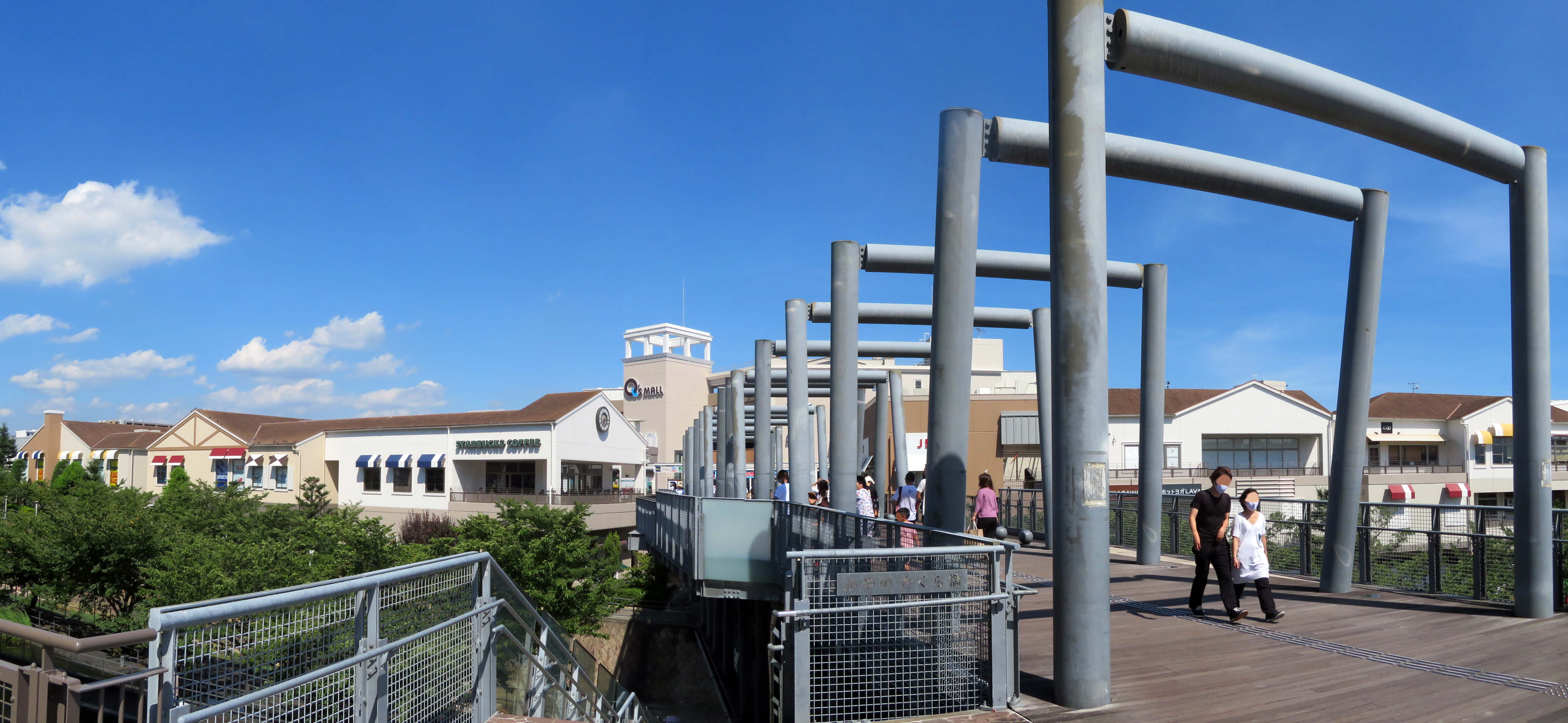
みのおキューズモール
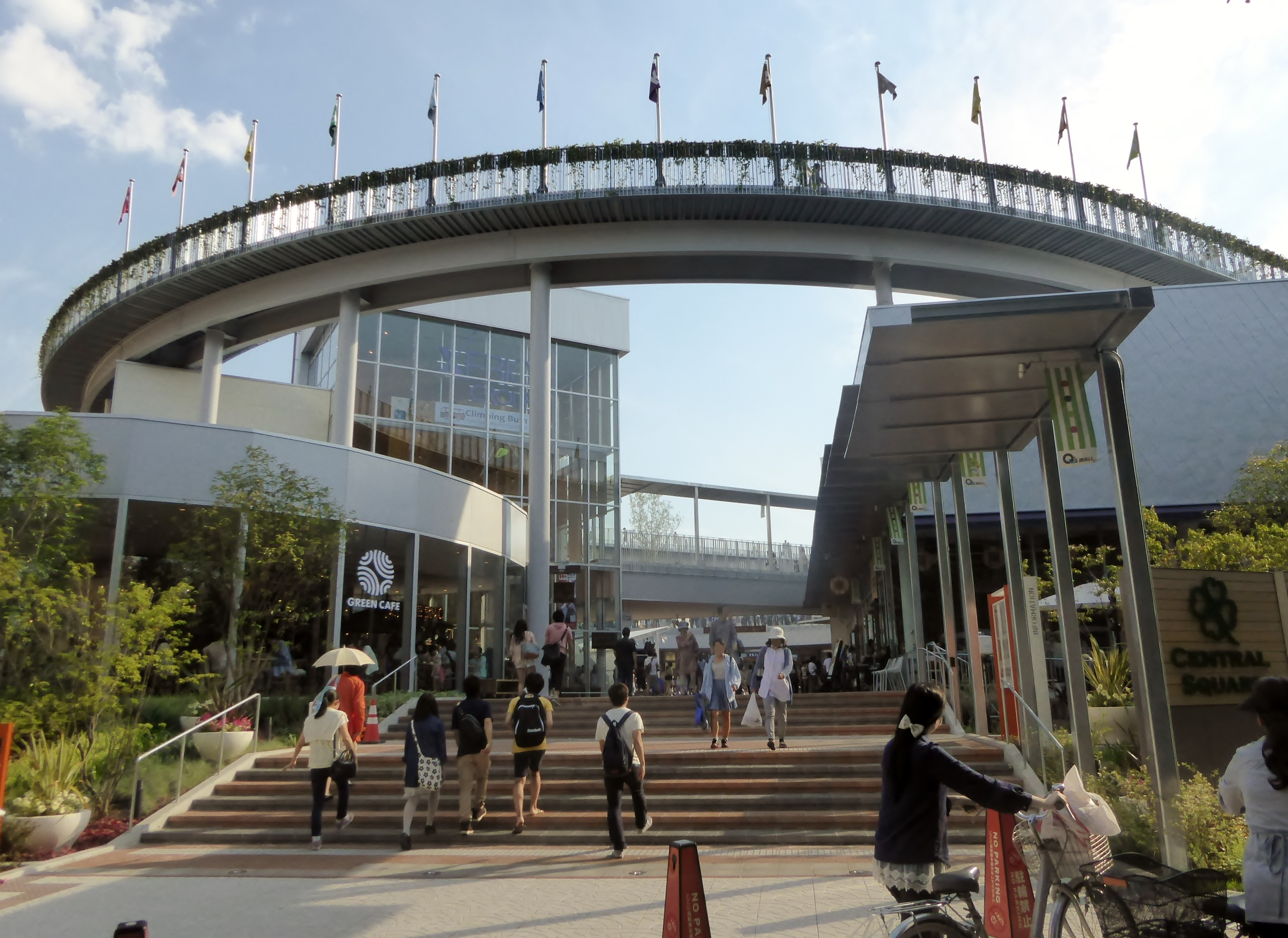
もりのみやキューズモールBASE
  - 2011年（平成23年）4月26日に「あべのマーケットパーク Q's MALL」としてオープン。
    - 2013年10月9日より、「あべのキューズモール」に名称を変更。

  - 所在地 大阪市阿倍野区阿倍野筋一丁目6-1
  - アクセス JR・地下鉄（御堂筋線・谷町線）「天王寺駅」、近鉄南大阪線「大阪阿部野橋駅」、阪堺上町線「天王寺駅前駅」、地下鉄（谷町線）「阿倍野駅」徒歩1 - 3分
  - 地下1階・地上7階（駐車場：約1,500台）

- あまがさきキューズモール
  - 2009年（平成21年）10月20日に「COCOE あまがさき緑遊新都心」としてオープン。
    - 2013年10月9日より、「あまがさきキューズモール」に名称を変更。

  - 所在地 兵庫県尼崎市潮江一丁目3-1
  - アクセス JR「尼崎駅」北口とデッキで直結
  - 地下1階・地上8階（駐車場：約1,500台）

- みのおキューズモール
  - 2003年（平成15年）10月10日に「箕面マーケットパーク・ヴィソラ」としてオープン。
    - 2013年10月9日より、「みのおキューズモール」に名称を変更。

  - 所在地 大阪府箕面市西宿一丁目15-30
  - アクセス 北大阪急行「箕面萱野駅」直結
  - 地下1階・地上8階（駐車場：約1800台）

- もりのみやキューズモールBASE
  - 旧日本生命球場跡地に2015年（平成27年）4月27日にオープン。
  - 所在地 大阪府大阪市中央区森ノ宮中央二丁目1-70
  - アクセス JR・地下鉄（中央線・長堀鶴見緑地線）「森ノ宮駅」徒歩1 - 3分
  - 地上3階

- あべのキューズモール
- あまがさきキューズモール
- みのおキューズモール
- もりのみやキューズモールBASE